# 稚児髷
稚児髷(ちごまげ、ちごわげ)とは、日本髪の一種。髪を頭上で2つに分け、輪の形にして束ねた髪型。稚児輪(ちごわ)とも呼ぶ。吹く髷（わげ）を中央で2つに分けた同名の女性の髪型もあるが、現代は子供（特に少女）の稚児髷を指す場合が多い。

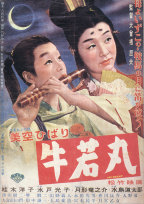
1952年の「映画 牛若丸」の美空ひばり

## 概要
江戸時代の京坂地域では、頭上上部で2つに分けた髪の輪を大きくふくらまし、中央で布や丈長(たけなが・元結の一種）で結んだスタイルが流行し、少女がした。江戸時代初期に公卿の少年が結った髪型にも同名があり、振り分け髪を頭上で束ねて眼鏡のような形をした輪を作り、根元を元結（もとゆい）で結んだ髪型を言った。元々は公家や寺の少年がしていた稚児髷が時代が下がると共に一般化したという。
また吹く髷になるが女性の髪形にも同名があり、関西地域を中心に結われた。吹く髷（わげ）自体は勝山髷の輪をふくらませたような形をした髪型で、江戸時代後期から侍女などが結い、明治時代中期までは京都で流行していた。この吹く髷を2つに分けた髪型も稚児髷と呼んだ。

## 結い方

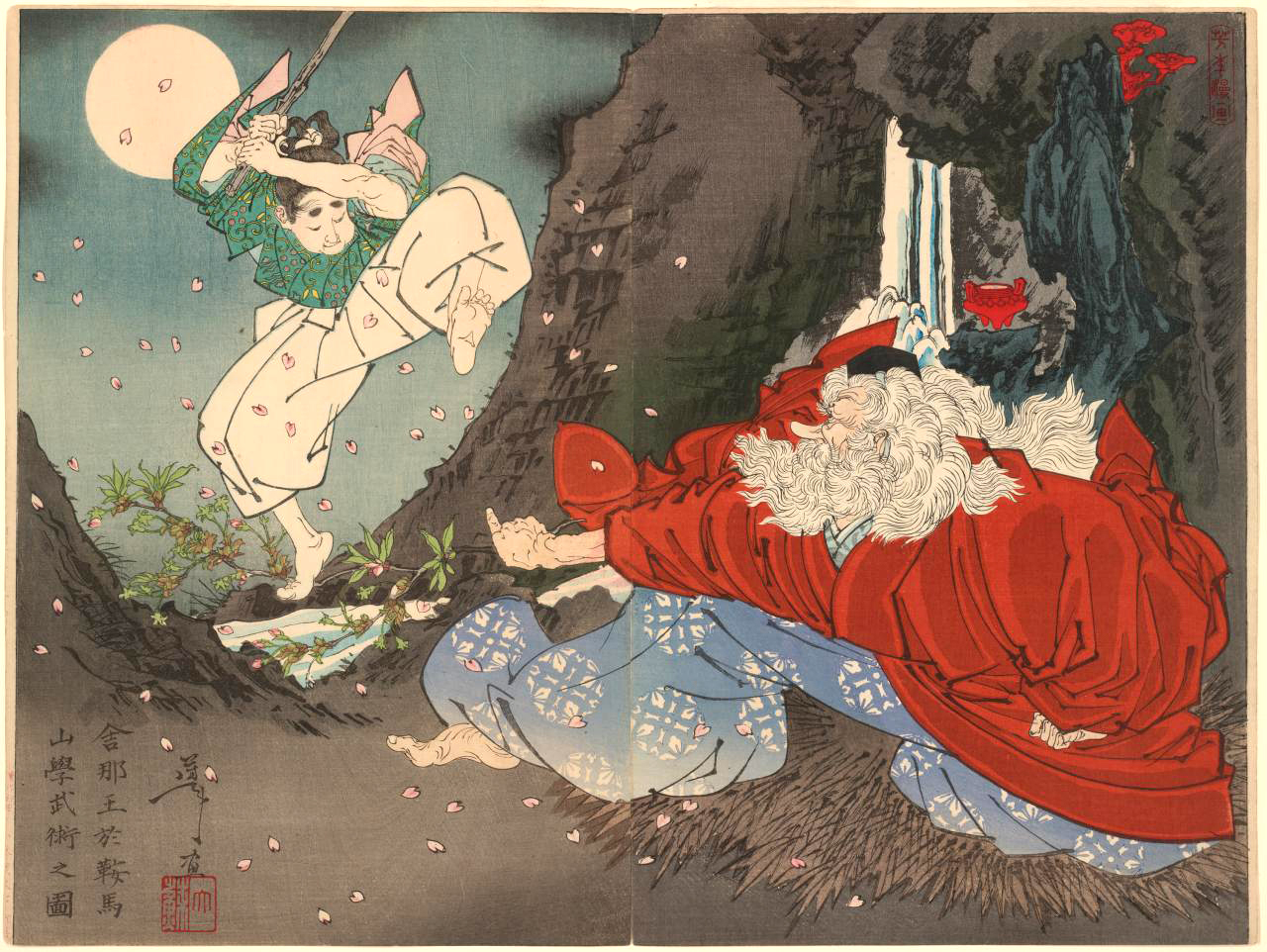
稚児髷を結った牛若丸(鞍馬寺の稚児)「鞍馬寺の大天狗僧正房と剣術修行をする遮那王」月岡芳年画（1886年明治時代)

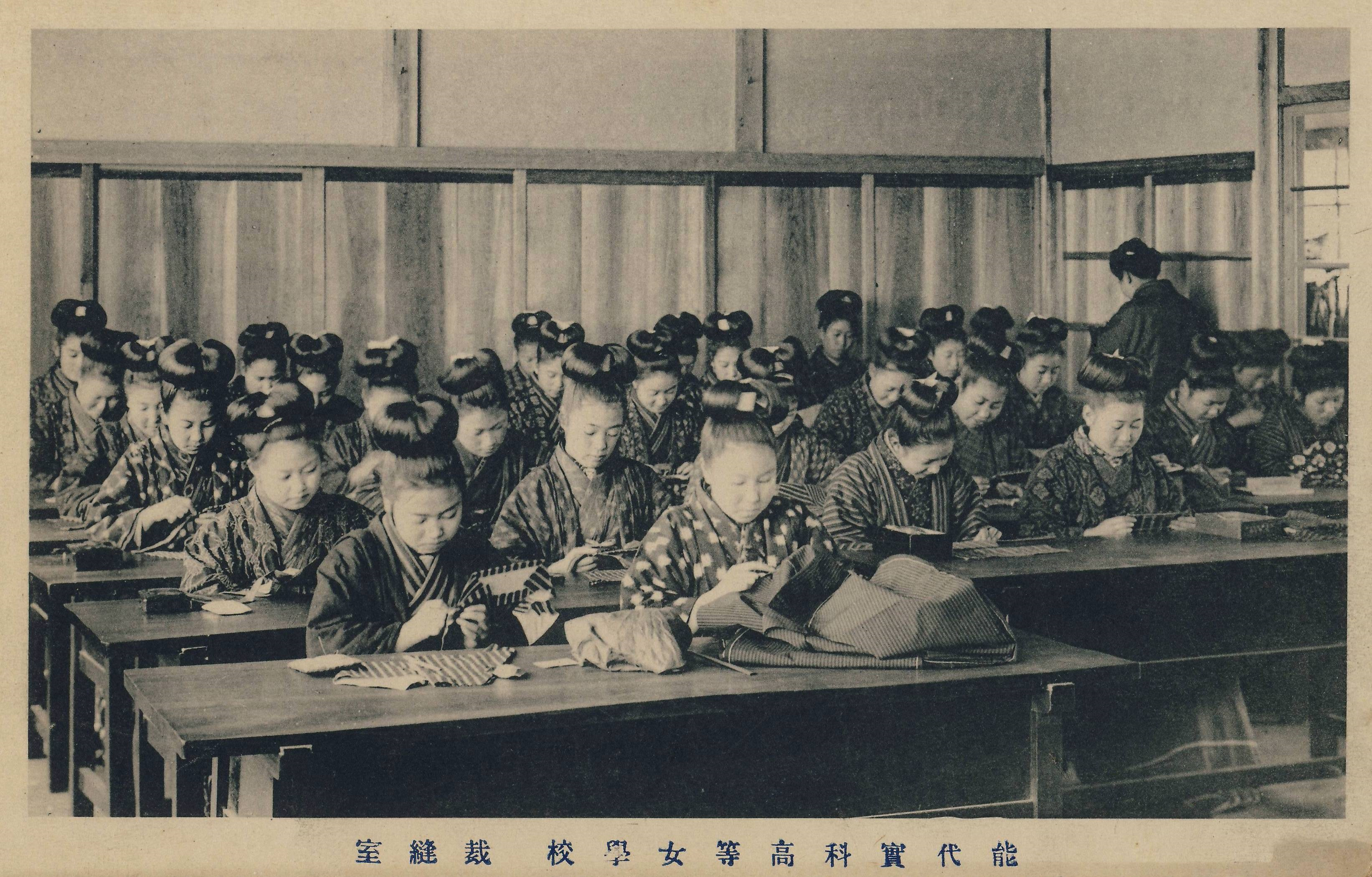
稚児髷の大正時代の高等女学校の生徒（1916年）

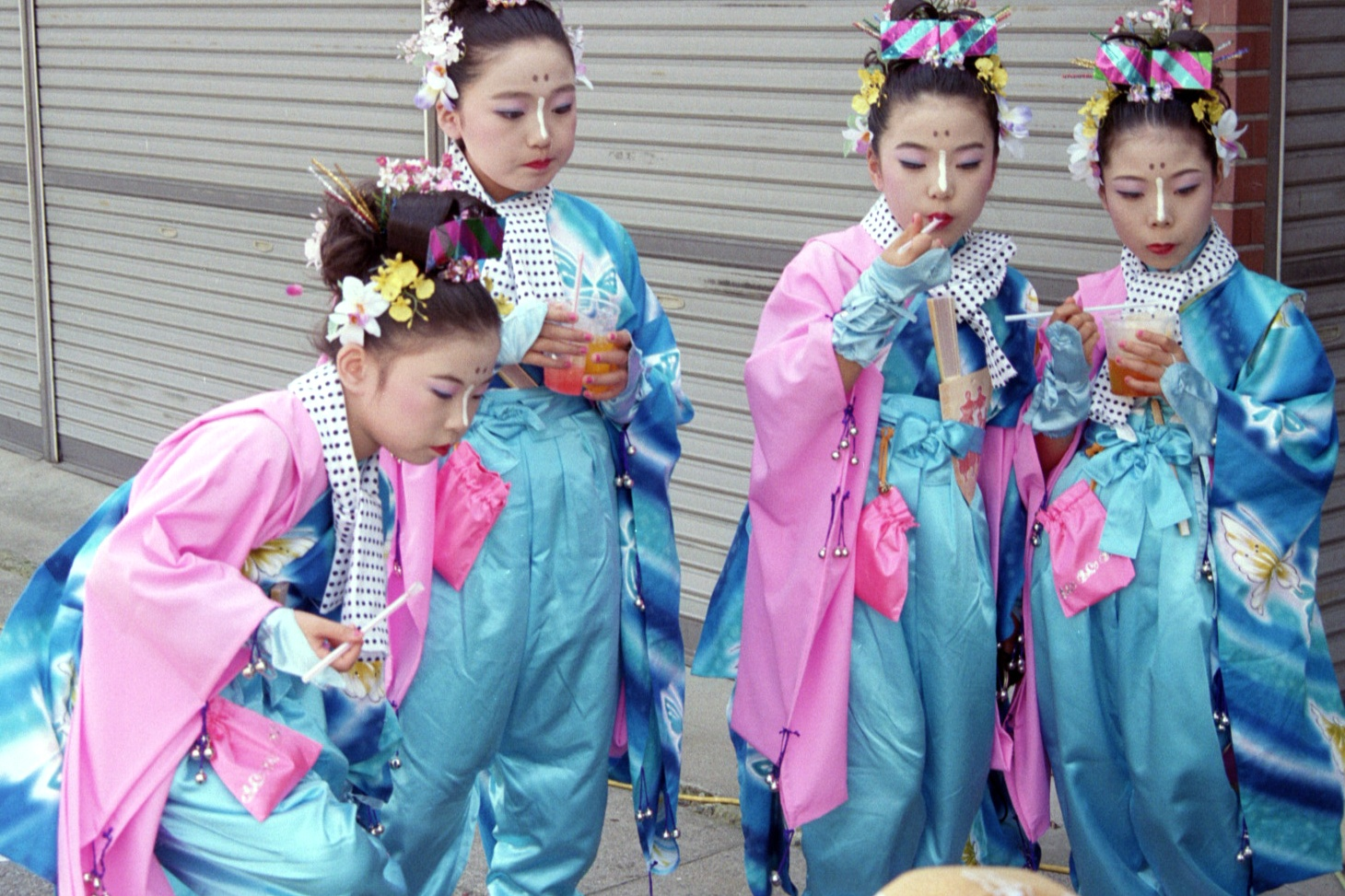
稚児髷を結った少女の手古舞＠伊勢町祇園祭(中之条町)

### 共通
頭頂部でひとつにまとめた髪を左右に分けてそれぞれ輪にし、毛先を根元に納めて幅広の丈長をかけて結い終わる。

### 少年の髪形
前髪を膨らませず、中央で左右に分ける。角前髪と同様に月代を剃る。
平安時代に稚児＠大規模寺院の髪形として結われる様になり、後に皇族、平安貴族の少年の髪形として一般化する様になった。江戸時代以降は天皇家以外では殆ど姿を消した。現代では極一部の歌舞伎舞踊や祭で見られるだけになった。

### 少女の髪形
江戸時代以降は少女の髪形として結われる様になった。髷自体は少年の髪形と殆ど同じだが、前髪を眉尻の上辺りから広くとって上に上げるのが最大の特徴(おかっぱ頭の頭頂部に小さな髷を結う場合も多い、また幼い少女向きに前髪をとらないかたちもあった)。本来髪飾りは一切使用しないが、大正の初期ごろから花簪などを挿して飾るようになった。10代の少女の場合は桃割れや銀杏返しに類似した髪形となる場合も多い。
特に身分の高い武家や公家の姫君の側近くに仕える、五、六歳から十二歳ぐらいの「お小姓」（大名などに仕える武家の少年使用人である小姓とは別）と呼ばれる少女によく結われた髪型で、簡単に結う事が出来、古風で可憐で気品があることから明治から昭和戦前に掛けて一部の幼稚園・小学校(いわゆるお嬢様学校)では稚児髷に紫袴を制服に制定した(中学生以上は束髪)。現在でも七つ参りや十三参り、祭礼などに参加する少女が結うことがある(但し、現在では晴れ着の少女の髪形は結綿や勝山髷が主流で稚児髷は思ったほど多くない)。

## 稚児髷が見られる祭り等
現代に於いては稚児髷は、思ったほど多くは見られない。それを見る事が出来る祭りや、舞踊作品、等をここで挙げる。(※:少年の髪形)

### 歌舞伎舞踊等
- 五條橋※(長唄)
- 橋弁慶※(長唄)
- 雛の宵(長唄)
- わらべ鶯(長唄)

### 祭り等
- 4月：源氏まつり※(川西市)
- 4月上旬：羽村春祭り（羽村市）
- 4月19～20日：古川祭※（飛騨市）
- 5月3日：先帝祭＠赤間神宮（下関市）
- 6月14日：田植祭※＠住吉大社（大阪市住吉区、少女が少年の髪形）
- 7月下旬：人間ジャンボひな壇＠岩槻祭り※（さいたま市岩槻区）
- 7月下旬：原町祇園祭(東吾妻町)
- 8月上旬：中之条祇園祭(中之条町)
- 9月上旬：伊勢町祇園祭(中之条町)
- 9月第4月曜：櫛まつり＠安井金比羅宮（京都市）